# 崔植
崔植（772年—829年3月2日），字公修，京兆长安人，祖籍博陵安平，唐穆宗年间为宰相。他和再从兄崔倰都因导致唐朝政府对河朔诸镇失控的政治过失而受到指责。

## 家世
崔植出自博陵崔氏的博陵第二房，父庐江令崔婴甫，为崔祐甫共曾祖的堂兄弟。崔植是崔婴甫的次子。崔祐甫后于唐德宗初年为宰相。崔祐甫无子，于建中元年（780年）过世，遗嘱立崔植为嗣子。护丧者以闻，唐德宗恻然，召崔植，让他以次守丧。补为弘文生。崔植潜心于经史，尤其精通《易经》。与郑覃同时为补阙，都是贤宰相之后，朝廷每有得失，两人轮番上疏论奏争执，誉望蔚然。

## 唐宪宗年间
崔植常与李贺同游。入仕以来历任清要官职，曾任吏部郎中，崔元略任刑部郎中知杂。当时物议认为崔植可为御史中丞，崔元略趁入阁之机妄称崔植失仪，命御史弹劾他。当时二人都被宰相进拟为中丞，崔元略果然中选，崔植深恨之。因御史中丞牛僧孺举荐其才，崔植被升为监察御史。大约唐宪宗元和十三年（818年），为给事中，被认为称职。九月，因能为宪宗寻求额外收入而取悦宪宗的宰相户部侍郎判度支皇甫镈奏减内外官俸。宪宗下诏后，崔植以给事中职权封还诏书，上表充分论证此事不可，在崔植反对下，宪宗停止了此事。皇甫镈又提议增加征税，宪宗准奏，崔植反对并上疏，宪宗命宰相召崔植宣旨嘉奖，时人都归罪皇甫镈而称美崔植。十四年（819年）三月，宪宗以抚州司马令狐通为右卫将军，崔植封还诏书，说令狐通先前任寿州刺史时用兵失律，不宜奖用。宪宗令宰相告谕崔植，因令狐通父令狐彰有功，不忍弃其子，诏书才得以实行。不久，崔植被任为御史中丞。弹劾夏绥节度使田缙贪污军粮四万石、强取党项族羊马致使其结连吐蕃入寇等罪，九月，田缙被贬房州司马，判官邢翥、卢仲通都被贬，部将赵荣流放涪州。崔植作为谏官，颇振纪纲。

## 唐穆宗年间
元和十五年（820年），宪宗崩，子唐穆宗继位。二月，崔植弹劾时任摄衡王傅的田缙蔑弃朝章、夏绥节度使李听罪恶传播内外，当处死。三月，崔植奏请自今后三院御史职事行立，一切依敕文先后为定，除拜上日为月数。穆宗从之。八月，崔植以朝议郎、守御史中丞、武骑尉、赐紫金鱼袋被任为朝散大夫、守中书侍郎，授同中书门下平章事，为实质宰相。诏赠其生父崔婴甫礼部侍郎。十一月，考功员外郎李渤上奏称萧俛、段文昌、崔植等宰相不称职，不能劝阻宪宗游幸骊山，请求将三宰相与翰林学士杜元颖考中下。该奏折被留中。崔植曾对穆宗说贞观、开元之治的原因，并建议穆宗节俭。
长庆元年（821年）正月，崔植以时任左散骑常侍崔元略为宣抚党项使出使党项，崔元略认为是崔植挟私恨排挤，口出怨言，称病不肯去，被崔植上奏出为黔中观察使。九月，吐蕃遣使者尚绮力陀思来朝及乞求结盟，宰相崔植、杜元颖、王播商议，想要告庙。礼官认为不应该告庙，乃止。十月，崔植等三宰相前去与吐蕃盟誓。
同月，长期实质独立于朝廷的卢龙军的节度使刘总请求辞职并将军镇控制权交给朝廷。为确保军镇之人服从朝廷管领，刘总建议将卢龙分为三部分，分别推荐前宰相张弘靖为幽、涿、营节度使，平卢节度使薛平为平、蓟、妫、檀节度使，权知京兆尹卢士玫为瀛、莫观察使，分别接手，同时又将难以驾驭的都知兵马使朱克融等送往京城长安，请求给予他们任命和荣誉，以为榜样，鼓励卢龙兵遵守朝廷命令。三月，穆宗接受了刘总的归顺，却没有完全实施刘总的分割计划；虽然卢士玫得到瀛、莫二州，但卢龙镇的其余部分在不了解刘总计划根据所在的崔植和杜元颖建议下，都被划给张弘靖管领。而刘总派去长安的朱克融等将尽管每日向中书省的崔植和杜元颖求官，却没有得到官职和俸禄，沦落到连衣食都要借贷。四月，崔植、杜元颖奏请，坐日所有群臣献替，事关礼体，应随日撰录，号为《圣政纪》，年底付史馆。穆宗从之，却不能实行。五月，张弘靖在卢龙就任后，又召朱克融等回卢龙，朱克融等生怨。七月，卢龙兵兵变，拘禁张弘靖、卢士玫，奉朱克融为留后。
同时，崔植的再从兄户部侍郎、判度支崔倰又因成德兵变而受责。崔倰仗着崔植是宰相，凭自己的情绪予取予夺。在唐宪宗发起一场持久的战事迫其归顺前，成德与卢龙一样长期实质独立于朝廷。王承宗作为家族最后一任成德节度使于元和十五年（820年）过世后，穆宗任相邻的魏博节度使田弘正为成德节度使。田弘正和成德军作战多年，认为成德兵深恨自己，率二千魏博兵赴成德以自卫，奏请朝廷赐给他们粮饷。崔倰不识状况，无远虑，认为田弘正既然统领成德军，成德军就有责任保护他，拒绝给魏博兵供其留在成德的粮饷。田弘正四次上表皆无果，只得遣魏博军归本镇。七月卢龙军兵变后不久，成德兵就在都知兵马使王廷凑带领下兵变杀了田弘正。王廷凑逼监军宋惟澄奏求节钺。当月穆宗还在大赦天下时加崔植一阶。崔植还将朝廷授其子的官职改授侄子。八月，宋惟澄告变，朝廷震骇。但崔倰是崔植再从兄，时人不敢言其罪。朝廷无力击败卢龙、成德军，穆宗只得任朱克融、王廷凑为节度使，使得卢龙、成德实质失控（不久魏博亦然）。
十二月，谏议大夫李景俭在史馆饮酒后乘醉去中书省谒见宰相，呼王播、崔植、杜元颖之名，当面指责他们的过失，言辞很悖慢。宰相们用谦逊的话止住他，不久奏贬他为漳州刺史，当日与李景俭一同饮酒的兵部郎中知制诰冯宿、库部郎中知制诰杨嗣复、起居舍人温造、司勋员外郎李肇、刑部员外郎王镒、史官独孤朗等都被贬逐。李景俭未到漳州，元稹拜相，改李景俭为楚州刺史，议者认为李景俭辱骂宰相，未到贬所就迁官，不合理。元稹惧怕，改李景俭为少府少监。
天下人因河朔失控归咎崔植、崔倰，崔植心里惭愧。他虽然器量谨厚，却因此被认为庸才、不知兵、无远略，无开物成务之才，长庆二年（822年）二月，以正议大夫、守中书侍郎、同中书门下平章事、武骑尉、赐紫金鱼袋罢相为刑部尚书，散官勋赐如故。四年（824年），授鄂岳观察使。

## 唐敬宗、唐文宗年间
当年，唐穆宗崩，子唐敬宗继位，十月，崔植以鄂岳观察使、检校兵部尚书被任为检校吏部尚书，兼广州刺史、御史大夫，充岭南节度观察经略使。刘蜕有《献南海崔尚书书》。宝历二年（826年）三月，崔植奏请停广、湖、封、雷、潘、辩等七州除折冲别将外之戍军，获准。唐敬宗弟唐文宗登基后于大和元年（827年）正月召崔植回京为户部尚书。二年（828年）十月以崔植为华州刺史、镇国军使。三年（829年）正月卒于华州刺史、镇国军潼关防御使任上。白居易作《和自劝二首》，感慨半月之间，韦处厚、孔戢、钱徽、崔植四人相继去世。崔植谥敬，赠尚书左仆射、太尉。

## 评价
- 《新唐书》赞曰：引妖就暝，以夺厥明，宁萧俛、崔植等谓耶！[38]

## 家庭
- 崔柔，河南府陆浑县令
  - 崔纾（824年—872年）
- 崔某
  - 崔延辉，乡贡进士，崔纾堂弟[36]
- 女崔氏，嫁太常少卿郑颙[37]